# Wassermannsloch
Das zwischen den Ortschaften Hieflau und Eisenerz gelegene Wassermannsloch (Katasternummer: 1741/6), auch Schwarze Lacke oder Neustücklgrotte genannt, ist die bedeutendste Karstquelle im Südwesten des Hochschwabmassivs in Österreich.

## Beschreibung
Das Wassermannsloch befindet sich östlich von Oberjassingau im Tal des Erzbaches auf Privatgelände. Die mittlere Schüttung der Quelle beträgt 524 l/s (min. 50 l/s, max. 10.000 l/s). Mit einer Gesamtlänge von 1084 m stellt das Wassermannsloch (mit Stand 2014) die längste hinter einem permanenten Siphon vermessene Höhle Österreichs dar.

## Geschichte
Der wohl seit sehr langer Zeit bekannte, zeitweise sehr starke Quellaustritt erweckte bereits 1747 erstes höhlenkundliches Interesse. Der Gesandte des Kaisers, Joseph Anton Nagel untersuchte das Karstobjekt und verfasste eine Handschrift darüber.
Seit 1995 wird die Höhle von Mitgliedern des Vereins für Höhlenkunde in Obersteier im Rahmen des Projektes „Aquarius“ erforscht.
Der Name rührt von der Sage vom Wassermann her, der sich mit dem Wissen über den Erzberg freikaufte und dann im Wassermannsloch verschwand.